# Pentagonia
Pentagonia é um género botânico pertencente à família Rubiaceae.
1. ↑  «Pentagonia — World Flora Online». www.worldfloraonline.org. Consultado em 19 de agosto de 2020